# Chelamattom
Chelamattom es una ciudad censal situada en el distrito de Ernakulam en el estado de Kerala (India). Su población es de 16844 habitantes (2011). Se encuentra a 35 km de Cochín y a 54 km de Thrissur.

## Demografía
Según el censo de 2011 la población de Chelamattom era de 16844 habitantes, de los cuales 8346 eran hombres y 8498 eran mujeres. Chelamattom tiene una tasa media de alfabetización del 95,19%, superior a la media estatal del 94%: la alfabetización masculina es del 96,81%, y la alfabetización femenina del 93,62%.